# Oberzissen
Oberzissen é um município da Alemanha localizada no distrito de Ahrweiler, na associação municipal de Verbandsgemeinde Brohltal, no estado da Renânia-Palatinado.
| - 1815 – 340 - 1835 – 385 - 1871 – 417 - 1905 – 421 - 1939 – 527 | - 1950 – 561 - 1961 – 652 - 1970 – 812 - 1987 – 973 - 2005 – 1.099 |